# Bastó Negre

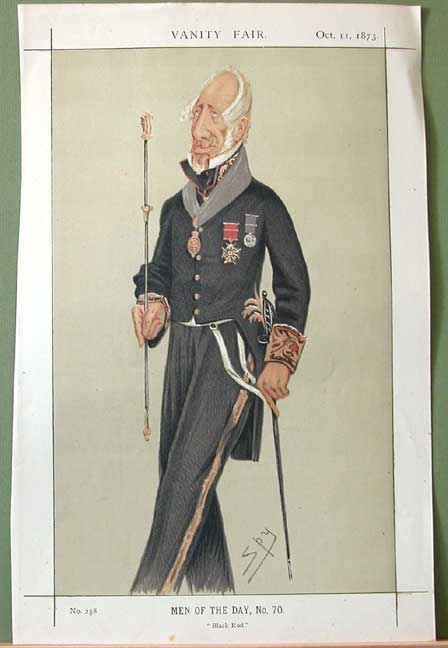
Caricatura de Vanity Fair de l'Almirall Sir Augustus W.J. Clifford, 1r Bt, com a Bastó Negre.

El Senyor Uixer del Bastó Negre (anglès: Gentleman Usher of the Black Rod, habitualment abreujat a Black Rod) és un funcionari dels parlaments a diversos països de la Commonwealth. El càrrec s'originà a la Cambra dels Lords del Parlament del Regne Unit.

## Origen
El càrrec va crear-se el 1350 mitjançant carta patent reial, tot i que el títol actual data de 1522. El càrrec va ser adoptat per altres països membres del Commonwealth quan adoptaren el sistema de Westminster britànic. El títol deriva del bastó de l'ofici, un bastó de banús amb un lleó daurat al capdamunt, que és el símbol principal de l'autoritat de l'ofici.

## El Bastó Negre al Regne Unit

### Nomenament
El Bastó Negre és formalment nomenat per la Corona basant-se en una recerca feta pel Secretari del Parlament, a qui informa. Abans del 2002 el càrrec rotava entre oficials superiors retirats de la Royal Navy, l'Exèrcit i la Royal Air Force. Actualment és públicament anunciat. El Segell Negre és un oficial de l'orde de la Lligacama anglesa, i normalment és nomenat cavaller si encara no ho és. El seu segon és el Yeoman Uixer del Segell Negre

### Tasques oficials
És responsable, com a representant del Comitè de l'Administració i Treballs, del manteniment dels edificis, serveis i seguretat del Palau de Westminster. Les tasques oficials del Segell Negre també inclouen responsabilitats com a uixer i porter a les trobades de la Molt Noble Orde de la Lligacama; l'assistència personal del Sobirà a la Cambra dels Lords; com a secretari del Lord Gran Camarlenc i com a Sergent d'Armes i Vigilant de les Portes de la Casa, a càrrec de l'admissió d'estranys a la Cambra dels Lords. Tant el Bastó Negre com el seu adjunt, el Yeoman Uixer, han d'estar quan la Cambra dels Lords està reunida i té un paper en la introducció de tots els nous Lords Temporals a la Cambra (però no dels bisbes com a nous Lords Espirituals). El Bastó Negre també procedeix a la detenció de qualsevol Lord culpable del trencament del privilegi o d'altres ofenses parlamentàries, com el desacatament o trastorn o l'alteració dels procediments de la Casa. El seu equivalent a la Cambra dels Comuns és el Serjeant at Arms.

### Tasques cerimonials

#### La Maça
El Bastó Negre és en teoria responsable de portar la Maça dins i fora de la Cambra pel Portaveu de la Cambra dels Lords (antigament el Lord Camarlenc, actualment el Lord Portaveu, tot i que aquesta tasca està delegada en el Yeoman Uixer i en el Vice Serjeant-at-Arms, o en les ocasions judicials, al segon del Lord Portaveu, el Serjeant-at-Arms Assistent. La maça va ser creada el 1876.

#### Obertura Estatal del Parlament
El Bastó Negre és principalment conegut per la seva part a les cerimònies al voltant de l'Obertura Estatal del Parlament i del Discurs del Tron. Cita als Comuns a assistir al discurs i els acompanya cap als Lords. Com a part del ritual, mentre el Bastó Negre s'apropa a les portes de la Cambra dels Comuns per fer les seves citacions, se li tanquen les portes a la cara (per simbolitzar la independència dels Comuns vers el Sobirà). Llavors el Bastó Negre colpeja la porta 3 vegades amb el seu bastó, i llavors és admès i lliura la citació del monarca per assistir. El ritual deriva de l'intent del rei Carles I de detenir els Cinc Membres el 1642, en el que es veié com un trencament de la Constitució. Aquesta i anteriors accions del monarca portaren a la Guerra Civil. Després de l'incident, la Cambra dels Comuns ha mantingut el seu dret a qüestionar el dret del representant del monarca a entrar a la seva cambra, tot i que no li poden barrar el pas amb autoritat legal.
Als darrers anys, el Bastó Negre ha rebut pulles amistoses en aquesta ocasió anual del portaveu MP laborista Dennis Skinner.

### Uixers del Bastó Negre a Anglaterra, Gran Bretanya i el Regne Unit des de 1361
- c.1361–1387: Walter Whitehorse
- 1387–1399: John Cray
- 1399–1410: Thomas Sy
- 1410–1413: John Sheffield
- 1413–1415: John Athelbrigg
- 1415–1418: William Hargroave
- 1418–1423: John Clifford
- 1423–1428: John Carsons
- 1428–1459: William Pope
- 1438–1459: Robert Manfield
- 1459–1461: John Penycok
- 1461–1471: vacant?
- 1471–1485: William Evington
- 1483–1485: Edward Hardgill
- 1485–1489: Robert Marleton
- 1489–1513: Ralph Assheton
- 1495–1513: Hugh Dennys
- 1513–1526: Sir William Compton
- 1526–1536: Sir Henry Norreys
- 1536–1543: Anthony Knyvett
- 1543–1554: Sir Philip Hoby
- 1554–1565: John Norreys
- 1554–1591: Sir William Norreys
- 1591–1593: Anthony Wingfield
- 1593–1598: Simon Bowyer
- 1598–1620: Richard Coningsby
- 1605–1620: George Pollard
- 1620–1642: James Maxwell
- 1642–1661: James Maxwell i Alexander Thayne (Parlamentari)
- 1645–1661: Peter Newton (Reialista)
- 1661–1671: Sir John Ayton
- 1671–1683: Sir Edward Carteret
- 1683–1694: Sir Thomas Duppa
- 1694–25 d'agost de 1698: Sir Fleetwood Sheppard
- 5 de desembre de 1698–1 de juny de 1710: Almirall Sir David Mitchell
- 1710–1718: Sir William Oldes
- 1718–1727: Sir William Saunderson, 1r Baronet
- 1727–1747: Sir Charles Dalton
- 1747–1760: Sir Henry Bellenden
- 1760 – 6 de setembre de 1765: Sir Septimus Robinson
- 1765 – 1812: Sir Francis Molyneux, 7è Baronet
- 1812 – 25 de juliol de 1832: Sir Thomas Tyrwhitt
- 25 de juliol de 1832 – 8 de febrer de 1877: Almirall Sir Augustus Clifford
- 3 de maig de 1877 – 23 de juny de 1883: General Sir William Knollys
- 24 de juliol de 1883 – 7 d'octubre de 1895: Almirall Sir James Drummond
- 11 de febrer de 1896 - 23 de juliol de 1904 - Tinent General Sir Michael Biddulph
- Agost de 1904 – 16 de desembre de 1919: Almirall Sir Henry Stephenson
- Gener de 1920 – 14 de maig de 1941: Tinent General Sir William Pulteney
- Octubre de 1941 – 15 d'agost de 1944: Mariscal en Cap de l'Aire Sir William Mitchell
- de gener de 1945 – 18 de gener de 1949: Vice Almirall Sir Geoffrey Blake
- 18 de gener de 1949 – 18 de juny de 1963: Tinent General Sir Brian Horrocks
- 18 de juny de 1963 – d'octubre de 1970: Mariscal en Cap de l'Aire Sir George Mills
- Octubre de 1970 – 18 de gener de 1978: Almirall Sir Frank Twiss
- 18 de gener de 1978 – de gener de 1985: Tinent General Sir David House
- Gener de 1985 – de gener de 1992: Mariscal en Cap de l'Aire Sir John Gingell
- de gener de 1992 – 8 de maig de 1995: Almirall Sir Richard Thomas
- 9 de maig de 1995 – 8 de maig de 2001: General Sir Edward Jones
- 9 de maig de 2001 – 30 d'abril de 2009: Tinent General Sir Michael Willcocks
- 30 d'abril de 2009 – 28 d'octubre de 2010: Tinent General Sir Freddie Viggers
- 21 de desembre de 2010 – Present: Tinent General David Leakey[2]

## Cavallers Uixers del Bastó Negre a Irlanda
Prèviament a l'Acta d'Unió de 1800, amb la qual el Regne d'Irlanda s'uní al de Gran Bretanya per formar el Regne Unit de Gran Bretanya i Irlanda, també existia un Bastó Negre a la Cambra dels Lords Irlandesa
- 1707 Andrew Fountaine
- c.1708–1709 Thomas Ellys[4]
- 1711–? Brinsley Butler, 1r Vescomte Lanesborough (died 1735)[5]
- 1745–? Robert Langrishe[6]
- 1745–1747 Solomon Dayrolles
- 1747–? William FitzWilliam[7]
- 1761–1763 George Montagu[8]
- 1763–1765 Sir Archibald Edmonstone[9]
- 1787–1789 Scrope Morland[10]
- 1780–? Sir John Lees
- 1793–? Sir Willoughby Ashton[11]

El Senat d'Irlanda del Nord també va tenir un Bastó Negre durant la seva existència.

## Altres uixers al Regne Unit
Abans que l'Acta d'Unió de 1707 unís els parlaments anglès i escocès, hi havia un Uixer Hereu del Bastó Blanc que tenia un paper semblant al Parlament d'Escòcia. Aquest càrrec és ocupat actualment pel Reverend Dr. John Armes, Lord Bisbe d'Edimburg, però el càrrec no implica ocupacions.
A tots els ordes de cavalleria britànics existeix la figura de l'Unixer, i cadascun té el seu color:
- Senyor Uixer del Bastó Negre – Molt Noble Orde de la Lligacama
- Senyor Uixer del Bastó Verd – Molt Antic i Molt Noble Orde del Card
- Senyor Uixer del Bastó Escarlata – Molt Honorable Orde del Bany
- Senyor Uixer del Bastó Blau – Molt Distingit Orde de Sant Miquel i Sant Jordi
- Senyor Uixer del Bastó Porpra – Molt Excel·lent Orde de l'Imperi Britànic

## El Bastó Negre en altres països del Commonwealth
De la mateixa manera que al Regne Unit, el Bastó Negre és responsable de detenir qualsevol senador o intrús que destorbi els procediments

### Canadà
Al Canadà, el Senyor Uixer del Bastó Negre del Senat del Canadà és el més alt càrrec protocol·lari del Parlament del Canadà.

### Austràlia
Al Senat d'Austràlia també existeix la figura del Bastó Negre. Cada estat bicameral australià (tots llevat de Queensland) té el seu propi Bastó Negre.

### Nova Zelanda
A Nova Zelanda, on el Consell Legislatiu va ser abolit el 1951, l'uixer del Bastó Negre continua portant els Parlamentaris pel Discurs del Tron. No és un càrrec de plena ocupació.